# Zhecheng
Zhecheng (chinesisch 柘城县, Pinyin Zhèchéng Xiàn) ist ein Kreis der bezirksfreien Stadt Shangqiu in der chinesischen Provinz Henan. Er hat eine Fläche von 1.042 km² und zählt 685.100 Einwohner (Stand: Ende 2018).
Die Lizhuang-Stätte (Lizhuang yizhi 李庄遗址) steht seit 2006 auf der Liste der Denkmäler der Volksrepublik China (6-132).